# 美祢市消防本部
美祢市消防本部（みねししょうぼうほんぶ）は、山口県美祢市の消防部局（消防本部）。管轄区域は美祢市全域。

## 概要
- 消防本部：美祢市大嶺町東分11891
- 管内面積：
- 職員定数：
- 消防署1カ所
- 出張所1カ所
- 主力機械
  - 消防ポンプ自動車：3
  - 水槽付きポンプ車：2
  - はしご付消防自動車：1
  - 救急自動車：4
  - 救助工作車：1
  - 小型動力ポンプ付積載車：2
  - その他：5

## 沿革
- 2008年3月21日　美東町、秋芳町が美祢市と新設合併し、新たな美祢市が発足と同時に美祢地区消防組合消防本部が解散し、美祢市消防本部が発足。
- 2021年6月1日　新しく美祢市消防本部・消防署・消防防災センターが、美祢市大嶺町東分11173（旧大嶺高等学校跡地）に完成。新庁舎に移転し業務開始。[1]

## 組織
- 本部 - 総務課、警防課、予防課
- 消防署

## 消防署・出張所
| 消防署                 | 住所                   |
| ---------------------- | ---------------------- |
| 美祢市消防署           | 美祢市大嶺町東分11891  |
| 美祢市消防署東部出張所 | 美祢市秋芳町秋吉1082-1 |